# Cisla
Cisla ist ein zentralspanischer Ort und eine Gemeinde (municipio) mit 102 Einwohnern (Stand: 2024) in der Provinz Ávila in der Autonomen Region Kastilien-León.

## Lage und Klima
Cisla liegt auf der Südseite der Sierra de Gredos in der Provinz Ávila in einer Höhe von ca. 855 m.
Die Entfernung nach Ávila beträgt knapp 35 km (Fahrtstrecke) in südöstlicher Richtung. Das Klima ist gemäßigt bis warm; der Regen (ca. 461 mm/Jahr) fällt mit Ausnahme der trockenen Sommermonate übers Jahr verteilt.

## Bevölkerungsentwicklung
| Jahr      | 1970 | 1981 | 1991 | 2001 | 2011 | 2021 |
| Einwohner | 341  | 309  | 238  | 190  | 138  | 103  |

## Sehenswürdigkeiten

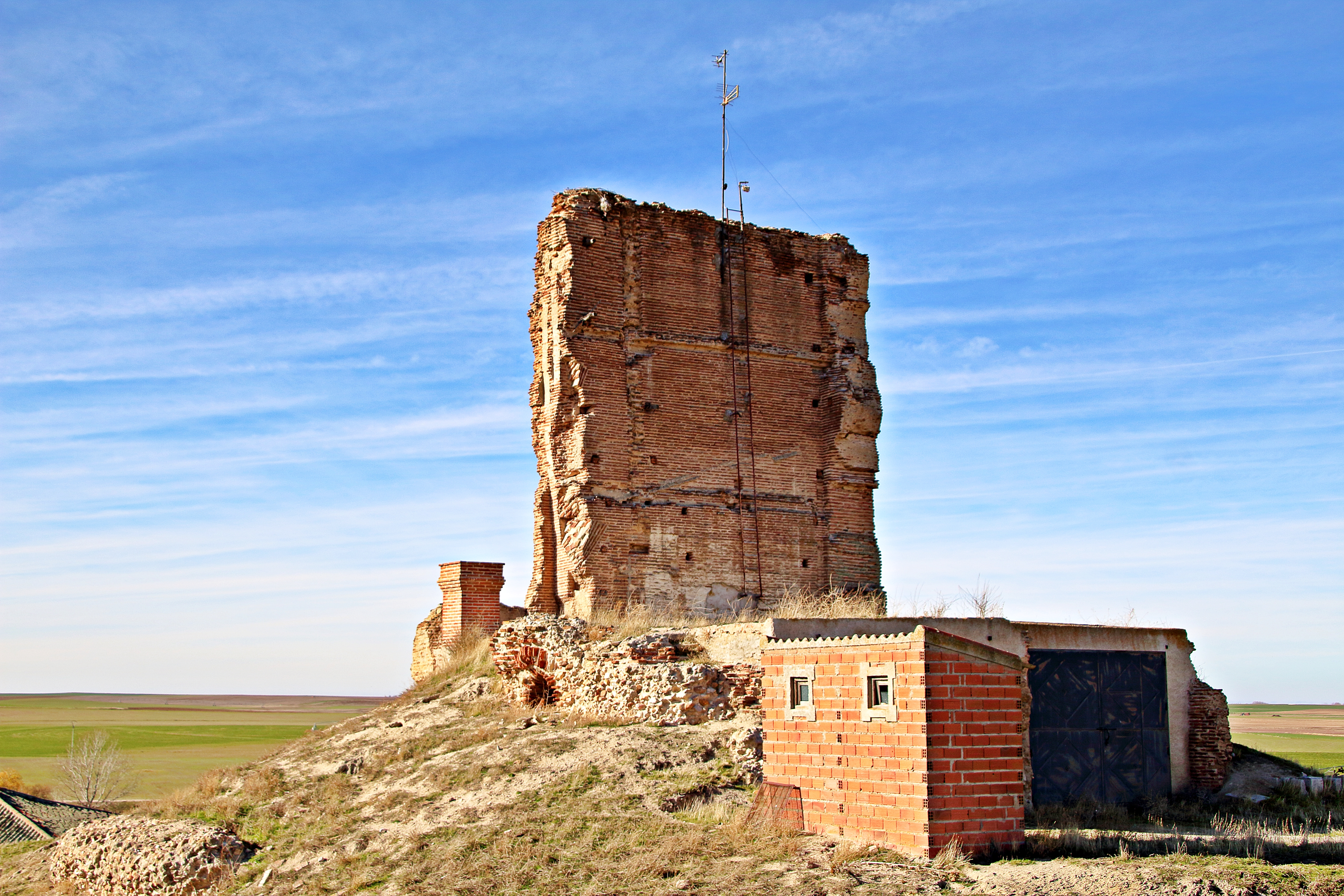
Burgreste von Torralba
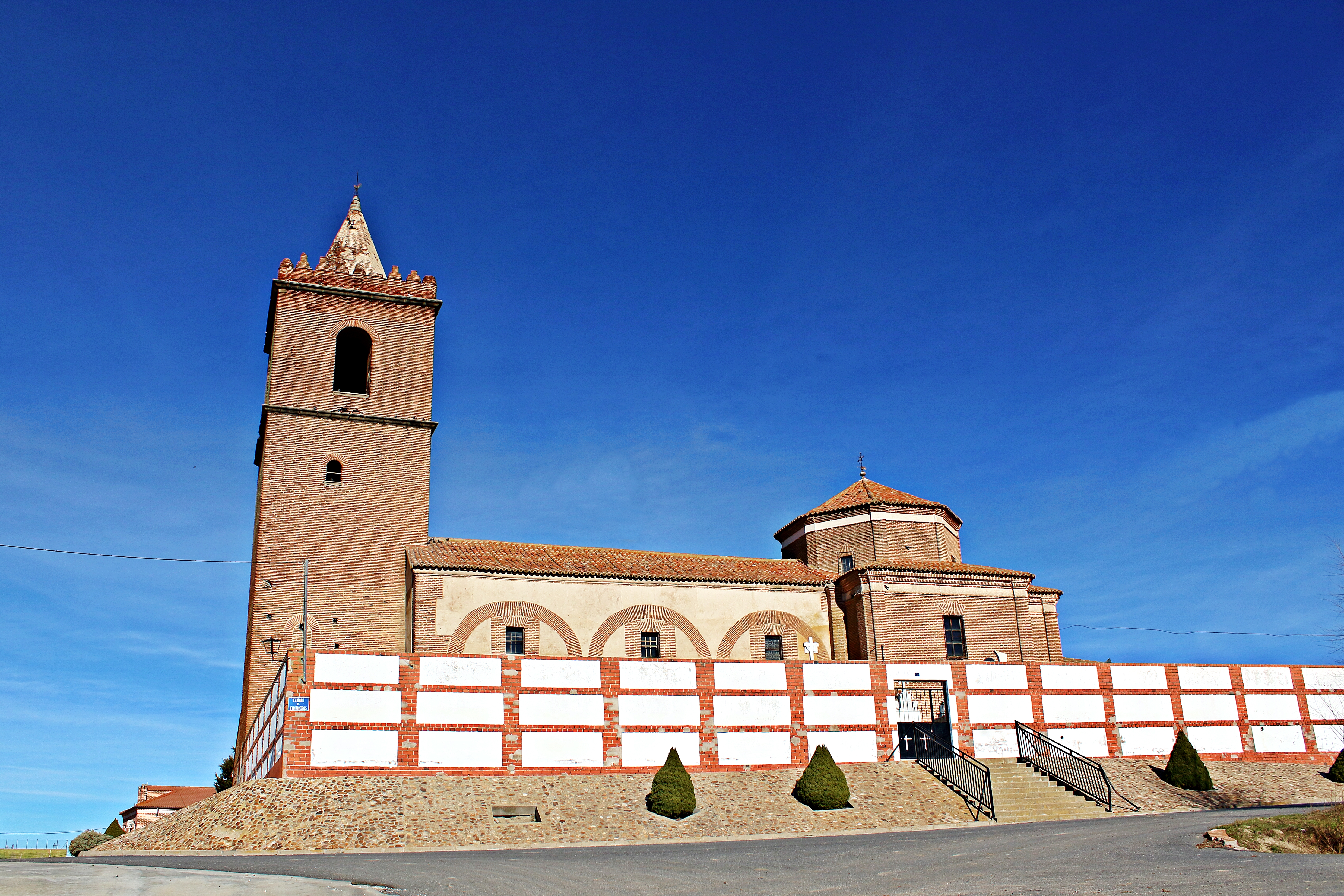
Kirche Mariä Himmelfahrt
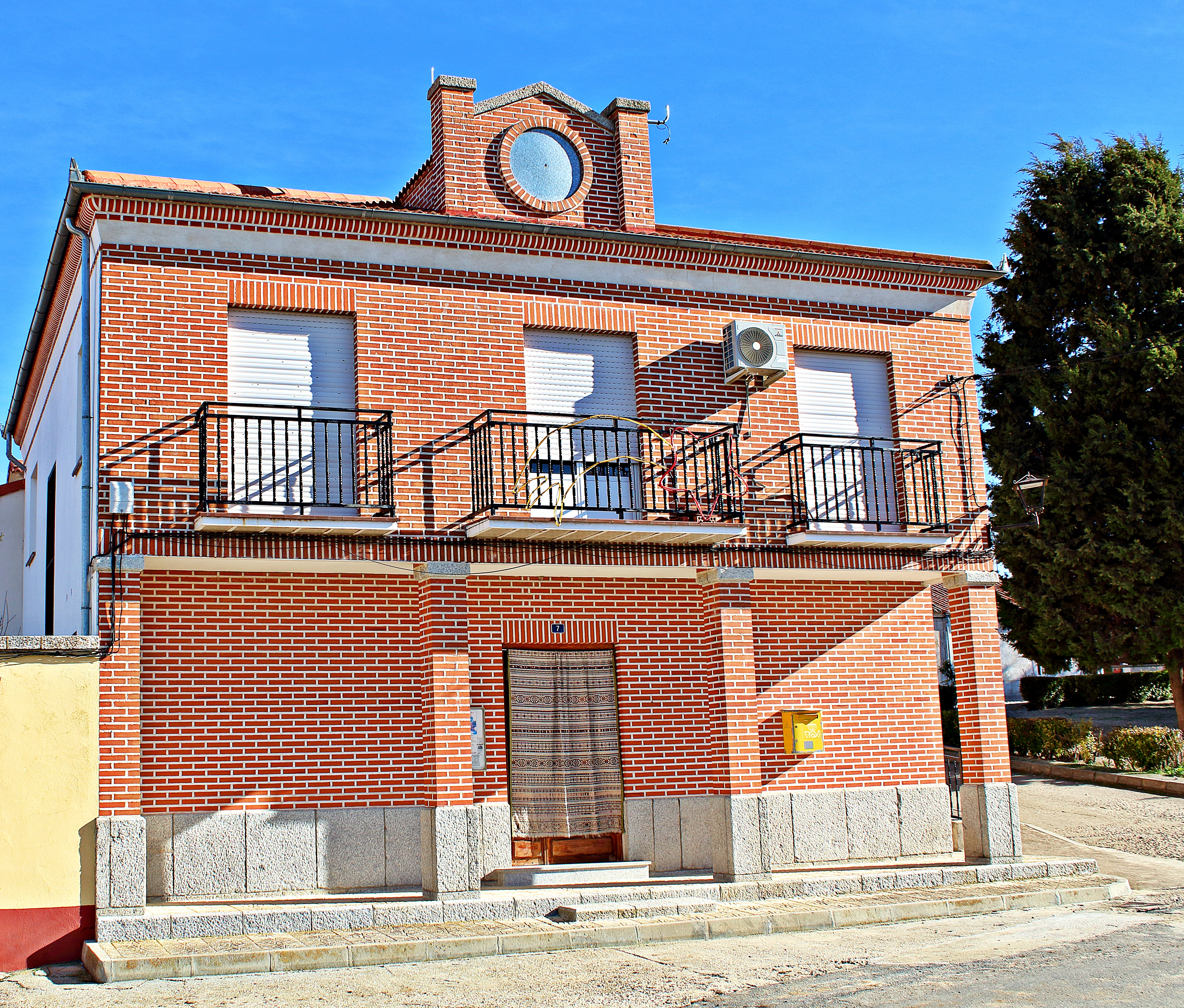
Rathaus

- Burgreste von Torralba
- Kirche Mariä Himmelfahrt
- Rathaus